# Chvalešovice (tvrz)
Chvalešovice jsou renesanční tvrz ve stejnojmenné vesnici, kterou po roce 1548 postavil na místě staršího sídla Zikmund Malovec z Malovic z libějovické rodové větve. Odtud spravoval své panství, ke kterému ještě v roce 1556 koupil tvrz Hrádek, a to spolu s vesnicemi Březí, Křtěnov a Slavětice. Po smrti Zikmunda († 1597) Chvalešovice získal jeho syn Václav a ten je potom v roce 1616 prodal dříteňskému Václavu mladšímu Malovci z Malovic, kterému bylo dříteňské panství pro účast na českém stavovském povstání zkonfiskováno a v roce 1628 prodáno Baltazaru Marradasovi.
Stavba je patrová s obdélníkovým půdorysem, má tři vysoké souběžné lichoběžníkoové štíty. Vnitřní dispozice zůstala zachována. Zachovány zůstaly rovněž klenby, původní trámové stropy a barokní krov. Na fasádě jsou zbytky renesanční sgrafitové omítky. Příkop obklopující tvrz byl zasypán.